# Chiesa di San Bartolomeo Apostolo (Salzano)
La chiesa di San Bartolomeo Apostolo è la parrocchiale di Salzano (VE); è compresa nella diocesi di Treviso.

## Storia
La chiesa parrocchiale di Salzano fu costruita nel 1843.

## Descrizione

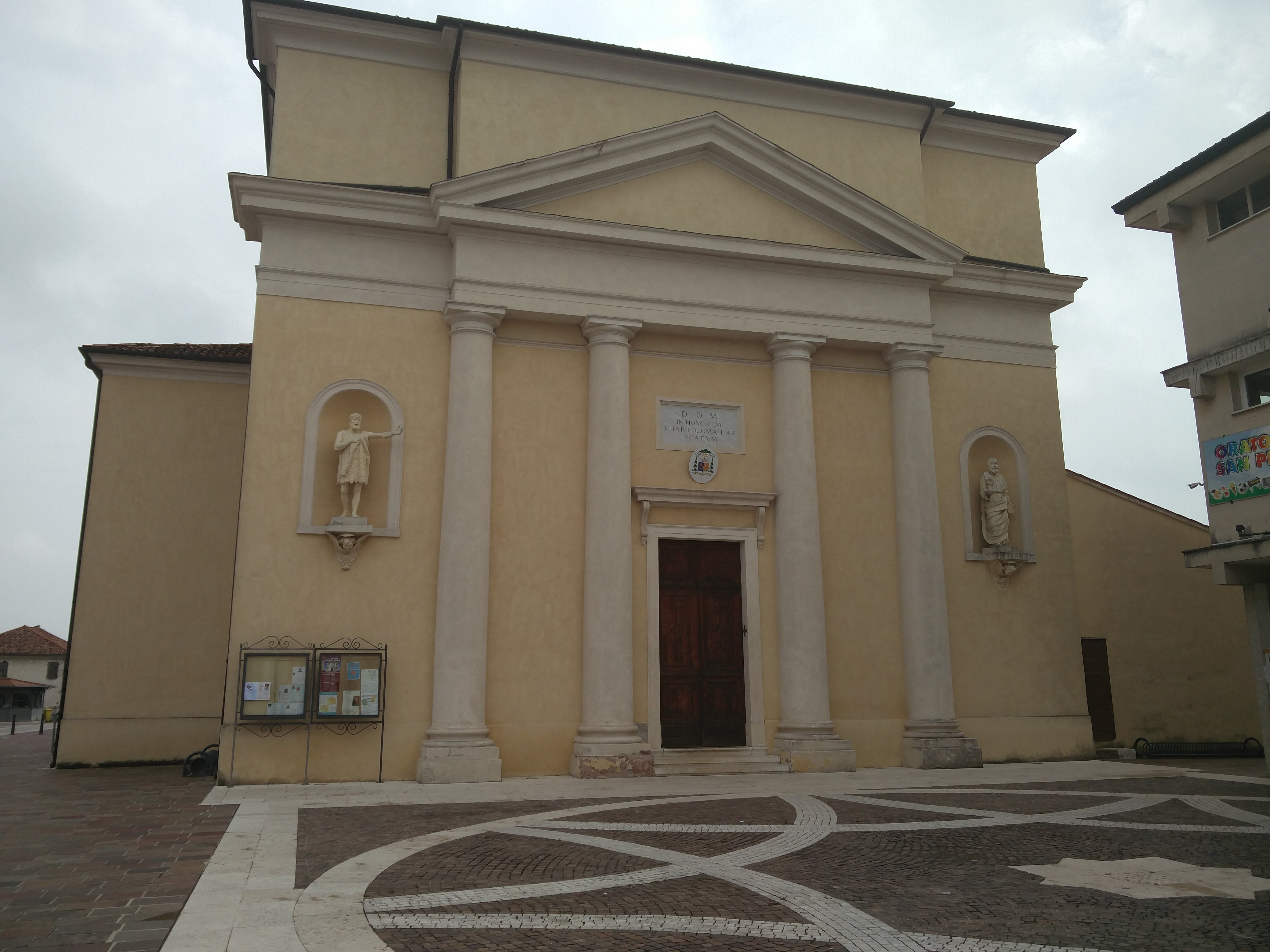
facciata

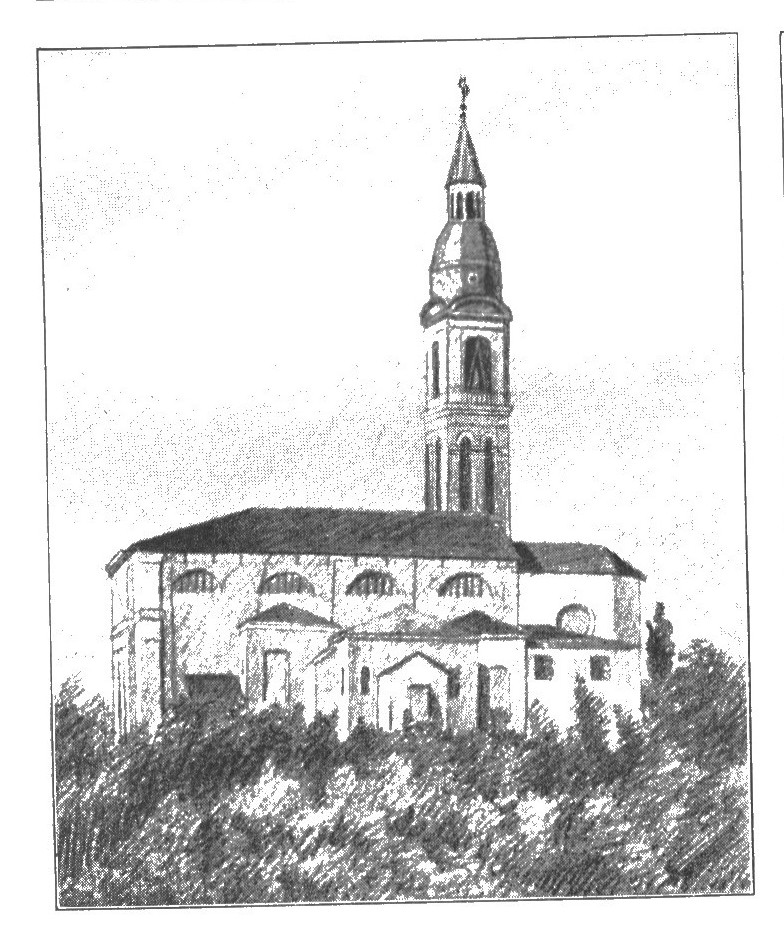
prospetto sud

La facciata, orientata ad ovest, presenta 4 semicolonne toscane che sorreggono l'architrave e il timpano, lateralmente alle semicolonne sono poste le statue di San Giovanni Battista e San Bartolomeo, rispettivamente compatrono e patrono della comunità.
Appena entrati, la chiesa si presenta in stile Classico-toscano, sulle pareti laterali si aprono quattro cappelle con volte a botte, colpiscono subito l'affresco del soffitto La gloria di San Bartolomeo di Sebastiano Santi e i numerosi dipinti posti simmetricamente lungo le pareti della chiesa, che per la maggior parte narrano la vita di San Pio X. Colpisce anche il presbiterio, con i due angeli alti 165 cm posti lateralmente alla sacra mensa, scolpiti dal futuro beato fra Claudio Granzotto e l'organo Mascioni, installato nel 1952, che consta di 1746 canne. L'organo è montato su un semitamburo in legno, al centro del quale è stato ricavato un arco nel quale è stata incastonata la pala di Giovanni Spoldi (1886) raffigurante il martirio di San Bartolomeo. Sulla chiave di volta dell'arco racchiudente la pala, lo stemma pontificio di San Pio X, ripreso più volte all'interno della chiesa: in un affresco; sulla base del busto del santo; e sulla sommità del battistero regalato dal papa alla sua vecchia parrocchia nel 1911.
Dal punto di vista storico, citiamo l'immagine della Madonna del Carmelo (qui chiamata Madonna della Roata) che dal 1568 fu protagonista di fatti miracolosi sulla strada verso Mirano, e il crocifisso ligneo restaurato di recente posto nella cappella laterale del Sacro Cuore, con datazione quasi certa al 1531. Nella stessa cappella è presente una riproduzione della grotta della Vergine di Lourdes, allestita nel 1922, per sciogliere un voto fatto dai salzanesi durante la prima guerra mondiale.

## Campanile

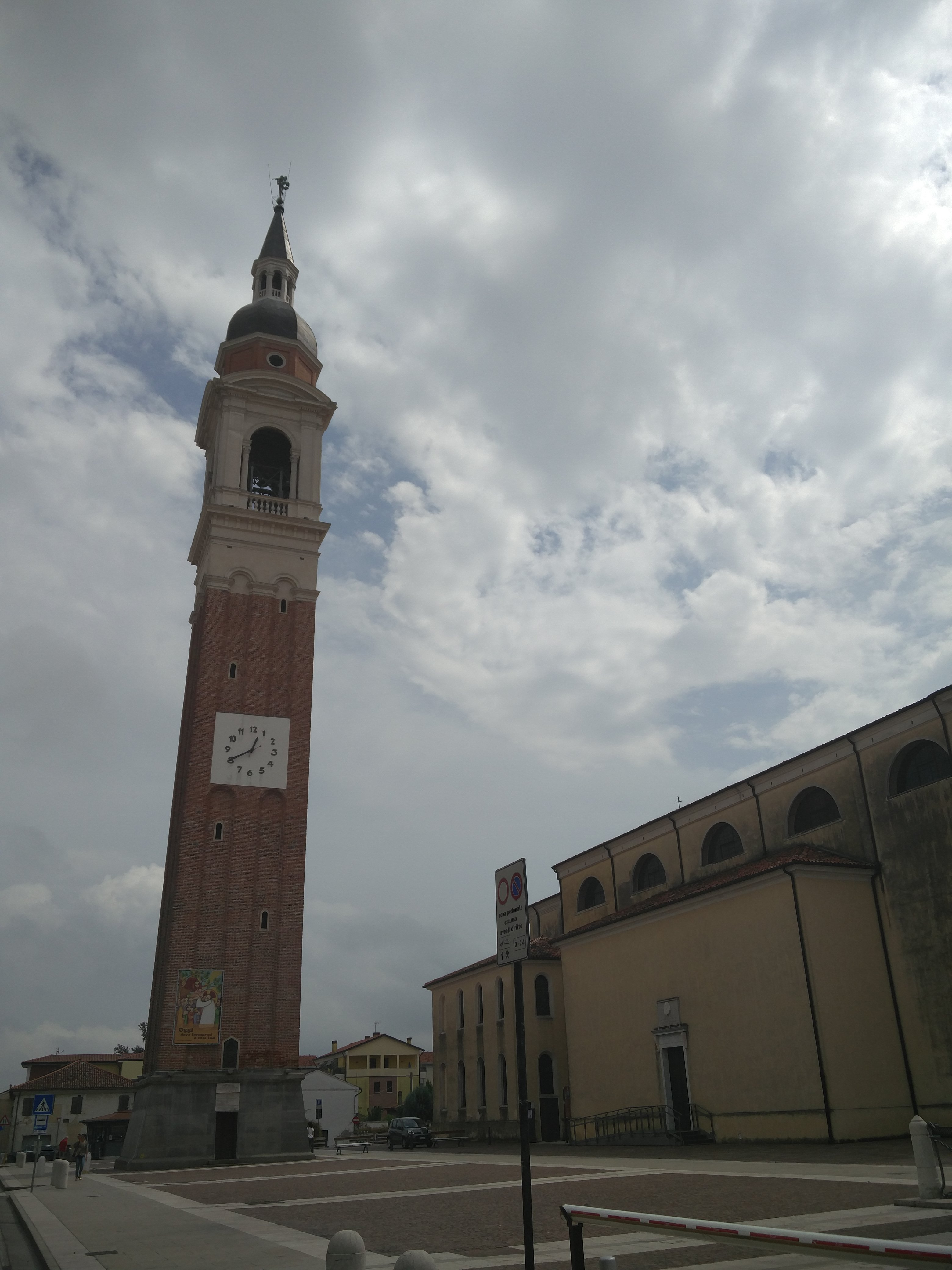
Il campanile della chiesa

Il campanile, iniziato nel 1712 e terminato nel 1879, è alto 67,30 metri. Il materiale usato per la costruzione è la pietra della Val di Sole, la base fu rivestita nel 1984 con marmi dei colli Euganei. La guglia del campanile è sormontata da un angelo alto 2,80 metri, non si tratta di quello originale, poiché nell'agosto 1984 fu colpito da un fulmine. Nella caratteristica loggetta sotto la guglia vi è una statua della Madonna, che veglia sulla città, precedentemente al restauro del 2005, vi era la campana più piccola, oggi spostata assieme alle altre cinque nella loggia delle campane. La campana maggiore delle cinque pesa 4460 libbre grosse venete (kg 2127) e porta il nome di San Giuseppe; su di essa sta scritto "Non nobis, Domine, non nobis, sed Nomini tuo da gloriam" (Non a noi, Signore, non a noi, ma al Tuo nome da' gloria). Il concerto è stato elettrificato tra il 1958 e il 1960 ed intonato in DO maggiore.